# Grammata Serica Recensa
A Grammata Serica Recensa Bernhard Karlgren svéd nyelvész, sinológus 1957-ben megjelent nagyhatású műve, amelyben a kínai nyelv korai hangállapotának rekonstrukciójára tesz úttörő kísérletet.

## Leírás
A kínaiban, akárcsak más nyelvekben, a beszélt nyelv az elsődleges, épp ezért kívánatos – már amennyire ez lehetséges – rekonstruálni az írásjegyek eredeti hangzását. Sajnos, mivel az írásjegyek teljes egész szótagokat reprezentálnak, és közvetlen információt nem szolgáltatnak a kiejtésükre vonatkozóan, ami maga is jelentősen változott az évszázadok alatt, a rekonstrukció csak számos nehézség leküzdésével lehetséges. A legszélesebb körben használt rekonstrukciót első ízben Bernhard Karlgren készítette el, s rendszerét a Grammata Serica Recensaban publikálta 1957-ben. Művében két rekonstrukcióval is szolgál: az egyiket ókínainak (Ancient Chinese) nevezi, és a Csie-jün (Qieyun) (切韻) című rímszótáron alapul, amelyet i. sz. 602-ben állítottak össze; a másikat pedig archaikus kínainak (Archaic Chinese) nevezi, és rekonstrukcióját a Dalok könyve rímeinek elemzésével készítette el, amely az i. e. 600 körül lezárult időszak hangrendszeréről szolgál információval.
Karlgren ókínaiját (Ancient Chinese) felváltó korai közép-kínai (Early Middle Chinese) és a kései közép-kínai (Late Middle Chinese) Csie-jün (Qieyun) alapján felállított rekonstrukciója Edwin G. Pulleyblank (1922–2013) Lexicon of Reconstructed Pronunciation in Early Middle Chinese, Late Middle Chinese and Early Mandarin című művében (1991) található a Jüan (Yuan)-korszak korai mandarin nyelvének (Early Mandarin) rekonstrukciója mellett.